# Porsche 109-005
Le Porsche 109-005 était un turboréacteur à simple flux conçu au cours de la Seconde Guerre mondiale par le constructeur allemand Porsche.
Désigné TL-300 en interne, il devait propulser le missile à longue portée FZG-76B (une version améliorée du V1), et proposé par Messerschmitt pour être employé (en même temps qu'une paire des Argus As 014 du V1) sur le concept avorté de chasseur Me 328
Le moteur avait une longueur de 3 430 mm pour un diamètre de 580, et possédait un compresseur axial à 8 étages, entraîné par une turbine axiale à un étage. La poussée prévue était de 4,90 kN.